# パキリゾドゥス
パキリゾドゥス（学名：Pachyrhizodus）は、南アメリカのコロンビアや北アメリカの西部内陸海路において白亜紀後期セノマニアンからマーストリヒチアンにかけて生息していた動物食性の硬骨魚類条鰭綱の絶滅した属である。全長は種によっても異なるが、最大3メートルに達する。

## 発見
模式種はカンザス州スモーキーヒルチョーク層から発見され、アガシズ・ディクソンにより1850年に記載されたP. basalisである。
後にエドワード・ドリンカー・コープが同じくカンザス州から2種のパキリゾドゥスを発見し、1872年にP caninusを、1874年にP. leptopsisを命名した。1875年の論文に詳細が記述されており、1871年に発見されたP. caninusの全長は約1.8メートル、幅は約30センチメートルであると分かった。P. leptopsisは歯のついた顎の部位が発見されたが、これは古生物学者の間に波紋をもたらした。古生物学者ステンゼルは1944年にこの顎を極めて初期のモササウルス類のものと同定し、サーモンドも1969年に同様の判断を下した。しかし1989年にアルビン・スチュワートは、北アメリカの最初期のモササウルス類のものと同定された顎の標本はパキリゾドゥスの顎であると証明した。なお、北アメリカにおける最初期のモササウルス類の化石はセノマニアン期の後のチューロニアン期のものであると1977年に記述されている。
最小の種であるP. minimusはカンザス州ローガン郡で下顎が発見され、アルビン・スチュワートが1899年に記載した。理由は不明であるが本種の標本は保存状態が良く、 FHSM VP-326 をはじめとして直腸などの内臓器官が観察できる標本がカンザス州トレゴ郡からジョージ・スターンバーグにより数多く発見されている。
P. etayoiはコロンビアのラ・フロンテラ層から化石が発見されマリア・パラモにより1997年に記載されたが、この種の種小名はコロンビアの地質学者フェルナンド・エタヨを称えたものである。

## 形態
P. caninusとP. leptopsisは全長2メートルを超える捕食者であり、歯は大きくモササウルス類のものと混同されることもあった。一方でP. minimusは全長1メートルに満たなかった。

## ギャラリー

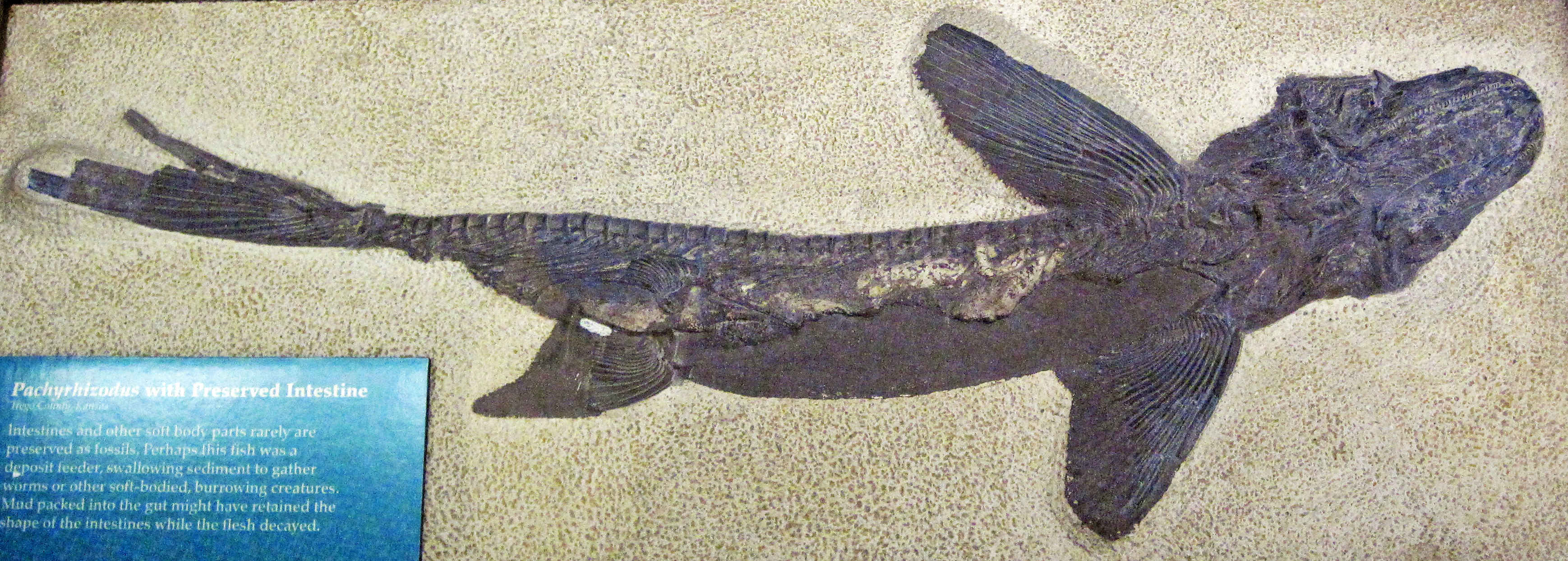
化石
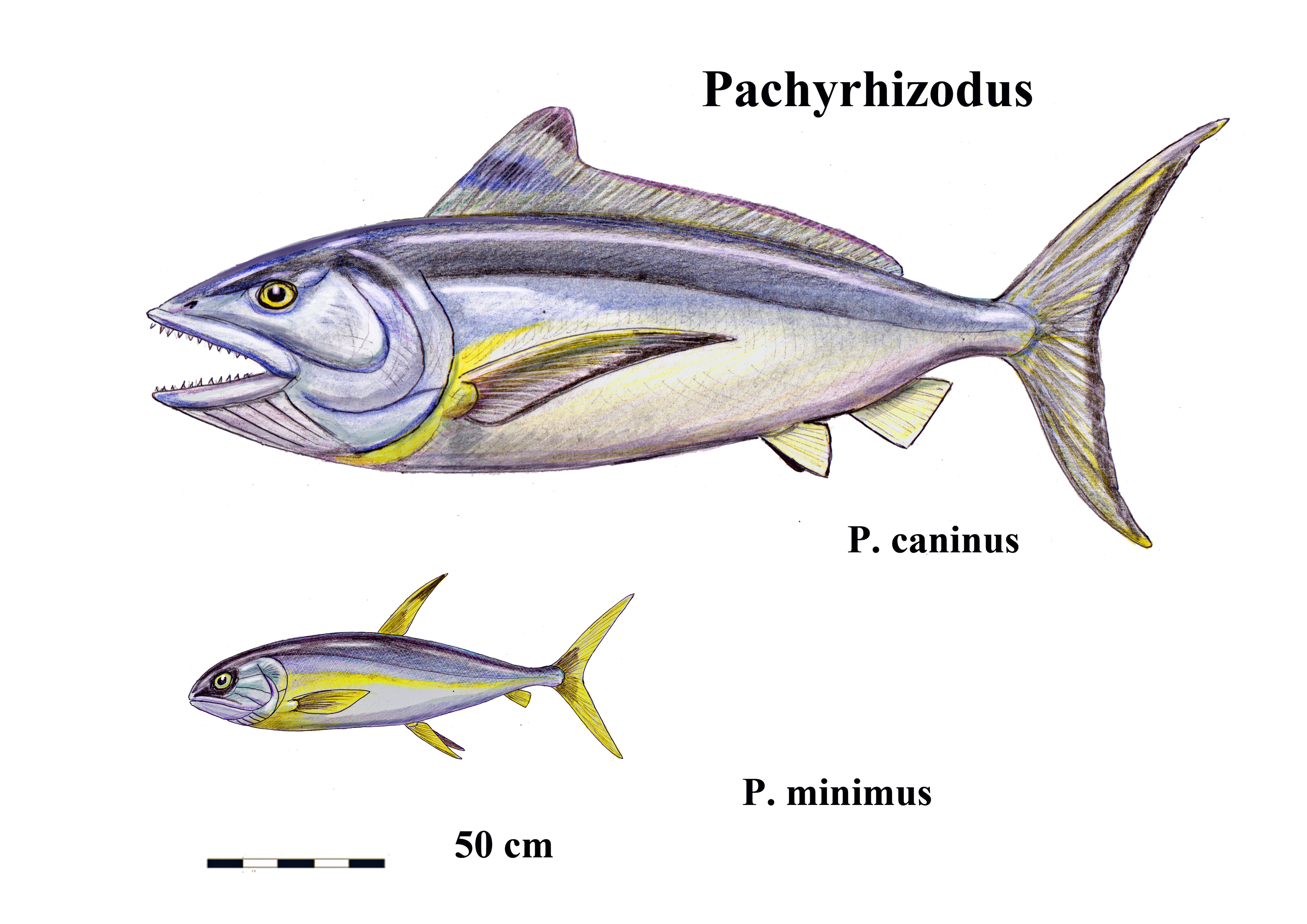
P. caninusとP. minimusの復元図